# Chaetocalyx nigricans
Chaetocalyx nigricans là một loài thực vật có hoa trong họ Đậu. Loài này được Burkart miêu tả khoa học đầu tiên.